# Monterey Bay Aquarium
L'Aquari de la badia de Monterey (en anglès: Monterey Bay Aquarium) és un aquari públic que va ser fundat el 1984 gràcies al patrocini de David Packard, un dels fundadors de Hewlett-Packard. Es troba en el lloc on abans existia una antiga fàbrica de conserves de sardines, a Cannery Row, la costa de l'oceà Pacífic a la ciutat de Monterey, a Califòrnia a l'oest dels Estats Units. Compta amb una assistència anual d'1,8 milions de visitants. Conté milers de plantes i animals, que representen a 623 espècies diferents en exhibició. L'aquari es beneficia per una alta circulació d'aigua fresca de l'oceà, que s'obté a través de tubs que bomben de manera contínua des de labadia de Monterey.